# Mijares (Ávila)
Mijares es una localidad y un municipio de España perteneciente a la provincia de Ávila, en la comunidad autónoma de Castilla y León. Se encuentra situado en la zona sur de la provincia, en el corazón del valle del Tiétar. En 2017 contaba con una población de 736 habitantes.

## Símbolos
El escudo heráldico y la bandera que representan al municipio fueron aprobados oficialmente el 4 de abril de 2001. El escudo se blasona de la siguiente manera:

Escudo de forma española. En campo de azur, montaña de seis cimas de oro sobre ondas de plata y azur, submontadas con la cifra, en números romanos, MDCLXXIX (1679) en oro, año de su proclamación como villa, en su parte inferior unas franjas azules hacen referencia a la abundancia de agua que corre por su término y al río Tiétar q pasa por el sur, superada a su vez por la cifra del Rey Carlos II (CII), coronada de corona real de España, asimismo en oro, . Al timbre, corona real de España.
Boletín Oficial de Castilla y León nº 106 de 1 de junio de 2001

La descripción textual de la bandera es la siguiente:

Bandera cuadrada, de proporción 1:1, roja y blanca por mitad horizontal y en su centro el Escudo Municipal, en sus colores.
Boletín Oficial de Castilla y León nº 106 de 1 de junio de 2001

## Geografía
La localidad se encuentra situada a una altitud de 848 m sobre el nivel del mar.
| Noroeste: Serranillos | Norte: Navarrevisca                                                        | Noreste: Villanueva de Ávila y Burgohondo              |
| Oeste: Gavilanes      |                                                                            | Este: Casavieja                                        |
| Suroeste: Gavilanes   | Sur: Sartajada (provincia de Toledo) y Navamorcuende (provincia de Toledo) | Sureste: La Iglesuela del Tiétar (provincia de Toledo) |

### Clima
| Parámetros climáticos promedio de Mijares en el periodo 1961-1992                                                                                  | Parámetros climáticos promedio de Mijares en el periodo 1961-1992 | Parámetros climáticos promedio de Mijares en el periodo 1961-1992 | Parámetros climáticos promedio de Mijares en el periodo 1961-1992 | Parámetros climáticos promedio de Mijares en el periodo 1961-1992 | Parámetros climáticos promedio de Mijares en el periodo 1961-1992 | Parámetros climáticos promedio de Mijares en el periodo 1961-1992 | Parámetros climáticos promedio de Mijares en el periodo 1961-1992 | Parámetros climáticos promedio de Mijares en el periodo 1961-1992 | Parámetros climáticos promedio de Mijares en el periodo 1961-1992 | Parámetros climáticos promedio de Mijares en el periodo 1961-1992 | Parámetros climáticos promedio de Mijares en el periodo 1961-1992 | Parámetros climáticos promedio de Mijares en el periodo 1961-1992 | Parámetros climáticos promedio de Mijares en el periodo 1961-1992 |
| Mes | Ene.                                                              | Feb.                                                              | Mar.                                                              | Abr.                                                              | May.                                                              | Jun.                                                              | Jul.                                                              | Ago.                                                              | Sep.                                                              | Oct.                                                              | Nov.                                                              | Dic.                                                              | Anual                                                             |
| --- | ----------------------------------------------------------------- | ----------------------------------------------------------------- | ----------------------------------------------------------------- | ----------------------------------------------------------------- | ----------------------------------------------------------------- | ----------------------------------------------------------------- | ----------------------------------------------------------------- | ----------------------------------------------------------------- | ----------------------------------------------------------------- | ----------------------------------------------------------------- | ----------------------------------------------------------------- | ----------------------------------------------------------------- | ----------------------------------------------------------------- |
| Precipitación total (mm) | 160.2                                                             | 138.7                                                             | 102.8                                                             | 135.8                                                             | 93.5                                                              | 49.7                                                              | 15.8                                                              | 12.3                                                              | 54.7                                                              | 139.6                                                             | 216.5                                                             | 191.7                                                             | 1311.3                                                            |
| Fuente: Ministerio de Agricultura, Alimentación y Medio Ambiente. Datos de precipitación para el periodo 1961-1992 en Mijares 4 de octubre de 2012 |                                                                   |                                                                   |                                                                   |                                                                   |                                                                   |                                                                   |                                                                   |                                                                   |                                                                   |                                                                   |                                                                   |                                                                   |                                                                   |

## Historia
Hacia mediados del siglo XIX, el lugar tenía contabilizada una población de 767 habitantes. Aparece descrito en el decimoprimer volumen del Diccionario geográfico-estadístico-histórico de España y sus posesiones de Ultramar de Pascual Madoz de la siguiente manera:

MIJARES: v. con ayunt. de la prov. y dióc. de Avila (8 leg.), part. jud. de Arenas de San Pedro (6), aud. terr. de Madrid (20), c. g. de Castilla la Vieja (Valladolid 30). sit. en la falda N. del puerto del Pico, entre 2 elevadas sierras inmediata al valle del r. Tietar, la combaten con mas frecuencia los vientos N., y su clima es templado, padeciéndose por lo comun, algunas epilespias: tiene 213 casas de tosca construccion y escasas comodidades; distribuidas en varias calles empedradas y de mal piso, y una plaza: hay casa de ayunt., cárcel, escuela de primeras letras para niños á la que concurren 60 alumnos que se hallan á cargo de un maestro dotado con 2,000 rs., otra de niñas á la que concurren 25, cuya maestra recibe 200 rs., y una igl. parr. (San Bartolomé) con curato de segundo ascenso y provision ordinaria; hay 3 ermitas tituladas, San Sebastian; Ntra. Sra. de la Sangre, y Ntra. Sra. del Buen Suceso: el cementerio está en parage que no ofende la salud pública; y los vec. se surten de aguas para sus usos, de las de varias fuentes, y de un pequeño arroyo que pasa tocando al pueblo: confina el térm. N. Burgohondo; E. Casavieja; S. Buenaventura y Gavilanes: se estiende 2 leg. de N. á S. é igual distancia de E. a O. y comprende un monte encinar; una dehesa llamada Boyar de 1/8 leg. de estension, diferentes árboles frutales y olivos, algun viñedo, y varios prados naturales con regulares pastos: atraviesa el térm. el r. Tietar, y un arroyuelo ó garganta cuyas aguas se utilizan para el riego: el terreno es áspero, de secano, regadío y de mediana calidad. caminos: los que dirigen á los pueblos limítrofes, en regular estado. El correo se recibe en Talavera. prod.: cereales, vino, aceite, castañas y bellota: mantiene ganado lanar, cabrío, vacuno y de cerda; cria caza de conejos, perdices, otras aves, corzas y jabalíes: y pesca de truchas y peces pequeños. ind.: la agrícola, una fábrica de paño tosco, 5 molinos harineros y 2 de aceite. El comercio está reducido á la esportacion de la sobrante, é importacion de los artículos de que se carece. pobl.: 180 vec., 767 almas. cap. prod.: 2.959,500 rs. imp.: 18,380. ind. y fabril: 8,700. contr.: 11,056 rs. 6 mrs.
(Madoz, 1848, p. 413)

## Demografía
Mijares cuenta con una población de 731 habitantes (INE 2024).
| Gráfica de evolución demográfica de Mijares entre 1842 y 2021                                                         |
| |
| Población de derecho según los censos de población del INE. Población de hecho según los censos de población del INE. |

## Economía

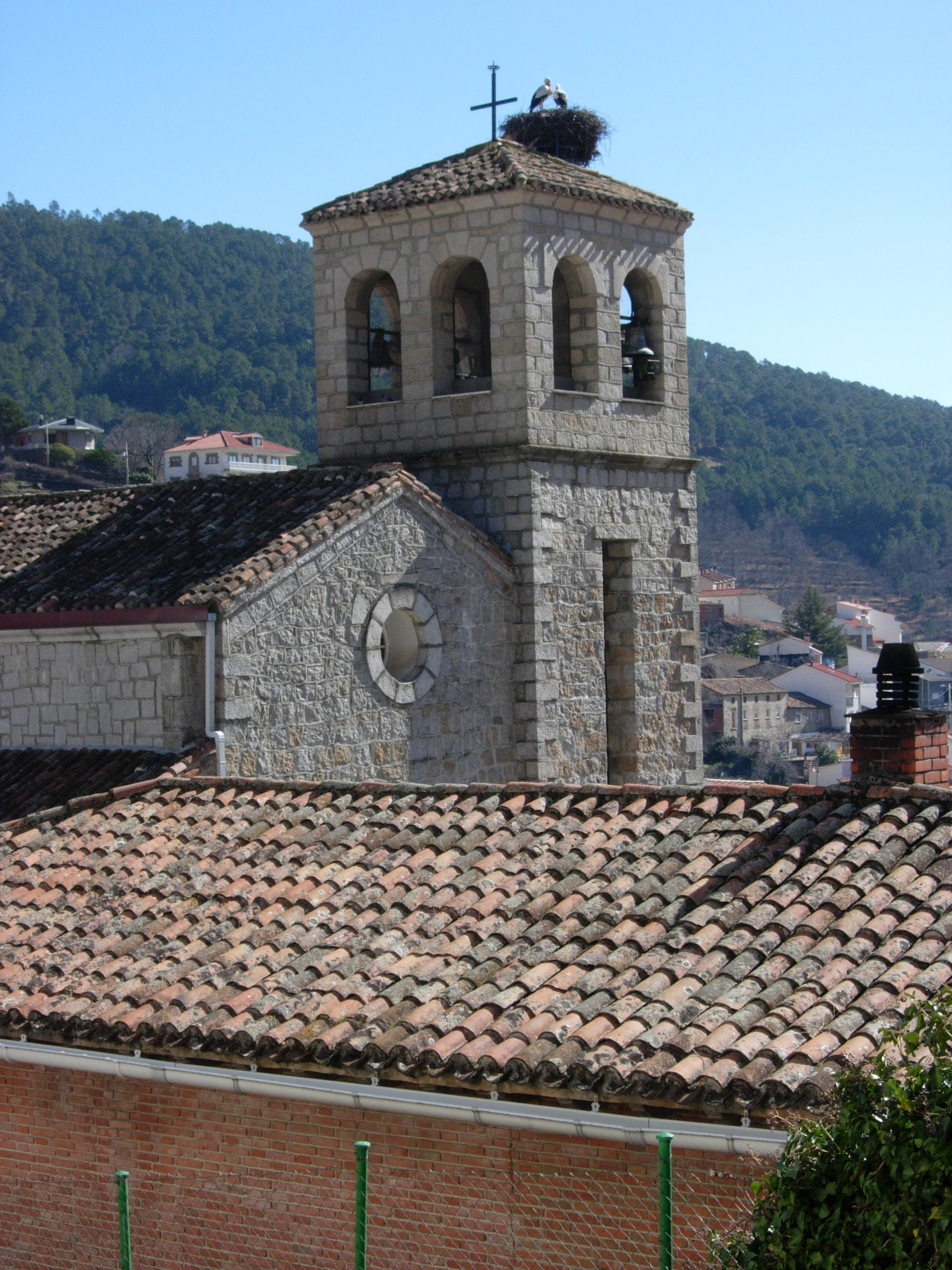
Iglesia de San Bartolomé

Existe una "Cooperativa agrícola" denominada El Mogote, que comercializa productos del municipio. Entre ellos castañas, aceite, higos y  cerezas a partes iguales.[cita requerida]

## Cultura

### Fiestas
Las fiestas de Mijares son a finales de agosto, San Bartolomé, y a principios de septiembre, la Virgen de la Sangre. También se celebra San Isidro. Mijares cuenta entre sus tradiciones con la celebración de los "Quintos", una fiesta que se lleva a cabo el segundo y tercer fin de semana de marzo. A lo largo de estos días, los mozos que ese año entran en quinta, aquellos que estaban llamados a prestar el servicio militar, se unen para celebrar su mayoría de edad. Esas jornadas se caracterizan por el ambiente festivo y familiar, se elaboran las tradicionales "tortillas" y por parte de las familias de los quintos se preparan las famosas rosquillas y la típica limonada. Otras tradiciones que todavía se conservan son la matanza del cerdo, así como los pasacalles navideños con zambombas, botellas y panderetas.[cita requerida]